# Franz Köck (Orgelbauer)

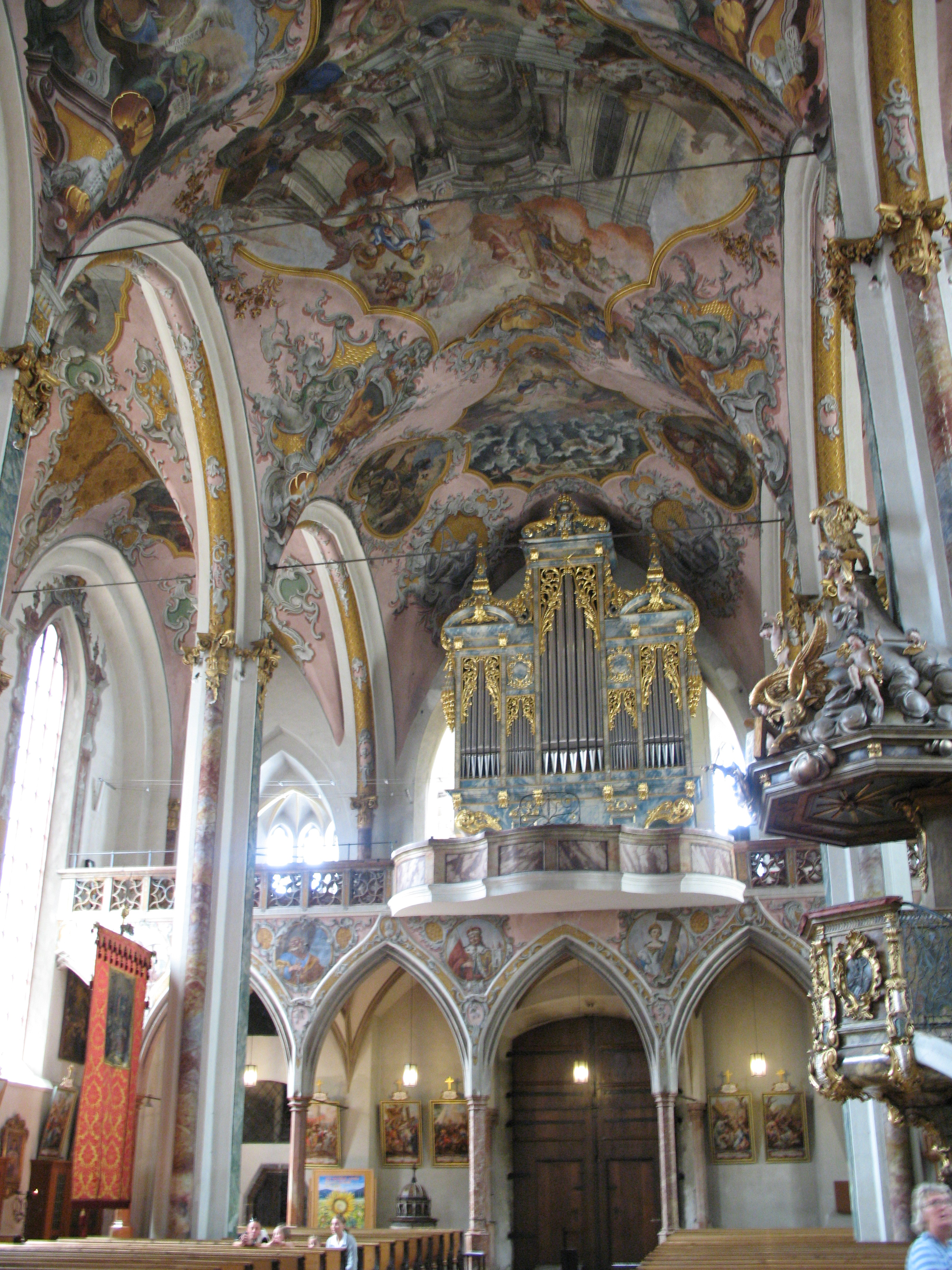
Gehäuse der Orgel der Stadtpfarrkirche Hall in Tirol

Franz Köck (* 1. März 1661 in Brixen; † 21. April 1719 ebenda) war ein österreichischer Orgelbauer. Er war ein Sohn des Orgelbauers Jacob Köck.
Sein Sohn Gaudentius (Hans Jacob) Köck  * 11. Mai 1691 in Brixen; † 18. März 1744 in Freiburg im Breisgau in Deutschland trat als Laienbruder in den Franziskanerorden ein und half mit beim Bau der Orgel in Schwaz.

## Werkliste
| Jahr | Ort                   | Gebäude                            | Bild | Manuale | Register | Bemerkungen                                              |
| ---- | --------------------- | ---------------------------------- | ---- | ------- | -------- | -------------------------------------------------------- |
| 1683 | Kaltern               | Franziskanerkirche                 |      |         |          |                                                          |
| 1684 | Buchholz (Salurn)     | St. Ursula                         |      |         |          |                                                          |
| 1685 | Vahrn                 | Kloster Neustift                   |      |         |          |                                                          |
| 1687 | Fügen (Tirol)         | Pfarrkirche Fügen                  |      |         |          | nicht erhalten, seit 1980 Orgel von Rieger Orgelbau      |
| 1690 | Hall in Tirol         | Stadtpfarrkirche Hall in Tirol     |      |         |          | Gehäuse erhalten, seit 1999 Orgel von Orgelbau Pirchner  |
| 1690 | Söll (Tirol)          | Pfarrkirche Söll (Tirol)           |      |         |          | Gehäuse erhalten, seit 1982 Orgelneubau                  |
| 1693 | Niederdorf (Südtirol) | Spitalkirche                       |      |         |          | heute in Moos in Passeier/Südtirol                       |
| 1697 | Lajen                 | Pfarrkirche St. Peter              |      |         |          | nicht erhalten, seit 1837/38 Orgel von Franz Reinisch I. |
| 1703 | Klausen (Südtirol)    | Maria Loreto                       |      |         |          |                                                          |
| 1703 | Cortina d’Ampezzo     | Basilika St. Philippus und Jakobus |      |         |          | nicht erhalten                                           |
| 1713 | Wahlen (Toblach)      | Pfarrkirche St. Nikolaus           |      |         |          | nicht erhalten, seit 1964 neue Orgel                     |